# Бревик
Бревик (норв. Brevik) — город в Норвегии в губернии (фюльке) Телемарк.
Город расположен на мысу у слияния фьордов Фриерфьорд и Лангессунфьорд. Население 3 тысячи жителей.
Название города происходит от старонорвежских слов др.-сканд. breiðr («широкий») и др.-сканд. vík («вход»). Статус города Бревик получил в 1680 году, в 1964 году утратил его при объединении с городом Порсгрунн, и вновь получил его в 1996 году.
Порт Бревик занимал ведущее место по экспорту льда и леса (вывоз леса прекращен в 1960 году).
В 1895 году город был соединён с сетью железных дорог (пассажирские перевозки прекращены в 1968 году, сейчас только грузовые).
В Бревике находится один из двух цементных заводов фирмы Norcem.

## Исторические вехи
- 1630 — первые военные укрепления на месте города
- 1670 — построена первая церковь
- 1680 — Бревик получает статус города
- 1689 — в Бревике открыта почта
- 1693 — в Бревике открыта первая школа
- 1849 — начат выпуск газеты
- 1849 — открыта публичная библиотека
- 1895 — открыто железнодорожное сообщение
- 1964 — объединение с муниципалитетом Порсгрунн
- 1996 — восстановление статуса города